# کرنل‌ترپ
کرنل‌ترپ (به انگلیسی: KernelTrap) یک وب‌گاه خبری مرتبط با رایانه بود که مباحثی نظیر توسعه هسته سیستم‌عامل‌های آزاد و متن‌باز، به‌ویژه لینوکس را مورد پوشش قرار می‌داد. این وب‌سایت توسط Jeremy Andrews اداره می‌شد. خبرهای این وب‌سایت، عموماً خلاصه‌ای از گفتگوهایی بود که اخیراً در لیست پستی هسته لینوکس صورت گرفته بود و پس از آن هم متن کامل برخی از پیام‌های این گفتگوها قرار می‌گرفت. هر خبر، یک بخش نظرات داشت که نظرها به صورت مدیریت شده در سایت قرار می‌گرفتند. این وبگاه همچنین یک تالار گفتگو هم برای گفتگو و تبادل نظر پیرامون مباحث عمومی در علوم رایانه هم داشت. این وب‌سایت از ۱۲ آوریل ۲۰۱۰ به بعد دیگر فعال نیست. تنها ۱۲ روز پس این تاریخ وب‌گاه مجدداً برای مدت یک سال فعال شد اما هیچ خبر جدید در آن قرار نگرفت. این وب‌گاه از سیستم مدیریت محتوای دروپال استفاده می‌کرد. این وب‌گاه از تاریخ می ۲۰۰۵ توسط آزمایشگاه متن‌باز دانشگاه ایالتی اورگن میزبانی می‌شد.

## کتاب‌ها
این وب‌گاه در چندین کتاب مورد ارجاع قرار گرفته که عبارتند از:
- Linux Kernel Development by Robert Love
- Red Hat Linux 9 Bible by Christopher Negus
- SUSE Linux 10.0 Unleashed by Mike McCallister
- Measuring Information Systems Delivery Quality by Evan W. Duggan and Han Reichgelt